# Luigi di Cossé-Brissac
Luigi di Cossé-Brissac, duca di Brissac (Castello di Brissac, 5 settembre 1625 – Parigi, 26 febbraio 1661), è stato un nobile francese.

## Biografia
Egli fu uno dei nobili che aiutarono Jean-François de Gondi, cardinale di Retz, a fuggire dal castello di Nantes, dove l'aveva fatto imprigionare il cardinale Mazzarino.